# Kedungmalang (Papar)
Kedungmalang is een bestuurslaag in het regentschap Kediri van de provincie Oost-Java, Indonesië. Kedungmalang telt 1861 inwoners (volkstelling 2010).